# Pseudacteon parviflavus
Pseudacteon parviflavus (лат.) — вид паразитических мух горбаток из подсемейства Metopininae.

## Распространение
Китай (Гуанси-Чжуанский автономный район).

## Описание
Длина тела около 1 мм. Апикальная щетинка длиннее максимальной ширины щупика; 5-й тарзомер немного длиннее первого членика; ряд щетинок составляет 2/3 длины средней голени; щетинки ниже базальной половины заднего бедра короче, чем щетинки передне-вентрального ряда наружной половины; 6-й тергит редуцирован до узкой передней полосы посередине, но каждая боковая четверть несет по 2 длинных и 2 коротких щетинки по заднему краю; стернит VI редуцирован в переднюю полоску посередине и расширяется в обе стороны, несет 2 длинных и 2 коротких щетинки; спинная часть овискапа примерно с 4–5 минутными щетинками с каждой стороны. Новый вид близок к Pseudacteon tianmuensis, но отличается от последнего более длинным рядом щетинок средней голени, более короткими щетинками VI стернита и желтоватой окраской тела.